# Ryszard Zawadzki (Politiker, 1951)
Ryszard Zawadzki (* 24. August 1951 in Nysa) ist ein polnischer Politiker der Platforma Obywatelska (Bürgerplattform).

## Leben
Zawadzki studierte an der Pädagogischen Hochschule Oppeln und schloss diese mit einem Magister in Geschichte ab. Anschließend war er als Lehrer tätig und von 1986 bis 2006 Direktor des technischen Schulkomplexes (Zespół Szkół Technicznych) in Wodzisław Śląski.  2006 wurde Zawadzki zum stellvertretenden Stadtpräsidenten von Wodzisław Śląski.
Bei den vorgezogenen Parlamentswahlen 2007 trat Zawadzki im Wahlkreis 30 Rybnik an und konnte mit 11.113 Stimmen ein Mandat für den Sejm erringen. Er arbeitet in der Kommission für territoriale Selbstverwaltung und Regionalpolitik mit (Stand 2009).
Ryszard Zawadzki ist verheiratet und hat zwei Kinder.

## Verweise